# Bruno Katterbach
Bruno Katterbach (1883 – Roma, 29 dicembre 1931) è stato un archivista, paleografo, docente e presbitero tedesco.

## Biografia
Bruno Katterbach apparteneva dal 1901 all'Ordine dei frati minori conventuali. Nel 1909 si laureò al Pontificio ateneo Antoniano e nel 1912 si diplomò alla Scuola vaticana di paleografia diplomatica e archivistica, istituita da Papa Leone XIII, presso l'Archivio Segreto Vaticano. Nel 1913 ha iniziato ad insegnare paleografia e diplomatica nella stessa Scuola, dove nell'anno 1923-1924 fu aggiunto il corso d'archivistica. Alla morte di Bruno Katterbach, gli insegnamenti di paleografia, diplomatica e archivistica furono affidati a Giulio Battelli.
Bruno Katterbach ha largamente partecipato alla redazione dei Sussidi per la consultazione dell'Archivio vaticano, accanto al sacerdote Angelo Mercati.I suoi testi, alcuni usciti postumi, sono stati largamente ripubblicati, anche in più lingue, fino alla fine del Novecento.
Ha scritto voci per la prima edizione dell'Enciclopedia Treccani.

## Pubblicazioni
- (DE) Der zweite literarische Kampf auf dem Konstanzer Konzil im Januar und Februar 1415, 1919.[4]
- (DE) Die Unterschriften der Papste und Kardinale in den "Bullae maiores" von XI bis XIV Jhdt., in Miscellanea Francesco Ehrle. Scritti di storia e paleografia pubblicati sotto gli auspici di Pio XI in occasione dell'ottantesimo natalizio dell'e.mo cardinale Francesco Ehrle, Roma, Biblioteca Apostolica vaticana, 1924,  pp. 178-274, SBN PAL0096034.[5]
- (LA) Specimina supplicationum ex registris Vaticanis. Prolegomena et tabulae-Transscriptiones et annotationes, Romae, ex Bibliotheca Apostolica Vaticana, 1927, SBN MIL0403812.[6]
- (LA) Codices Latini saeculi XIII […] Bibliotheca apostolica vaticana, Romae, apud Bibliothecam Vaticanam, 1928, SBN MIL0389144.[7]
- (LA) Bruno Katterbach e Carolus Silva-Tarouca, Epistolae et instrumenta saeculi XIII by Biblioteca apostolica vaticana, Roma, Apud Bibliothecam Vaticanam, 1930.[8]
- Le miniature dell'evangelario di Padova dell'anno 1170, Roma, Danesi, 1931, SBN CUB0353438.[9]
- (LA) Referendarii utriusque Signaturae a Martino V ad Clementem IX et Praelati Signaturae Supplicationum a Martino ad Leonem XIII, Città del Vaticano, Bibliotheca Apostolica Vaticana, 1931, SBN RMR0014878.[10]
- Inventario dei registri delle suppliche, Città del Vaticano, Biblioteca Apostolica Vaticana, 1932, SBN UMC0074461.[11]
- Le miniature dell'epistolario di Padova dell'anno 1259, Città del Vaticano, Biblioteca Apostolica Vaticana, 1932, SBN PUV0542974.[12]